# Pullinger Weiher
Die Pullinger Weiher sind mehrere künstliche Seen im südlichen Stadtgebiet der oberbayerischen Kreisstadt Freising. Entstanden sind sie durch Kiesabbau und besitzen daher keine oberirdischen Zu- oder Abflüsse.

## Beschreibung
Die Weiher liegen zwischen den Ortsteilen Pulling und Achering beiderseits der Verbindungsstraße Pulling–Achering. Im Osten verläuft entlang der Isarauen die Staatsstraße 2350. Entlang dieser führt von Freising aus ein Radweg bis Achering. Wenige hundert Meter nördlich liegt der Haltepunkt Pulling der S-Bahn München an der Bahnstrecke München–Regensburg, neben der auch ein Radweg verläuft.
Die beiden östlichen Seen wurden vom Erholungsflächenverein übernommen und zu Badeseen umgestaltet. Am Nord- bzw. Südufer entstanden Liegewiesen, Parkplätze und jeweils ein Kiosk.  Die Wasserfläche des größeren südlichen Sees beträgt 24 Hektar, die des kleineren Sees 6,3 Hektar. Die Seen liegen nur wenige Kilometer westlich des Münchner Flughafens und sind dementsprechend von Fluglärm betroffen. Der nördliche der beiden Badeseen wird in geringer Höhe überflogen.